# Chiesa di San Giacomo (Felino)
La chiesa di San Giacomo è un luogo di culto cattolico dalle forme neoclassiche, situato in via Renzo Adani a Cevola, frazione di Felino, in provincia e diocesi di Parma; è sede di una parrocchia compresa nella zona pastorale della Pedemontana.

## Storia
La piccola cappella fu costruita tra il 1550 e il 1564, a quota inferiore rispetto al primitivo luogo di culto di Cevola, in seguito dismesso; l'edificio fu menzionato nel 1560 tra le dipendenze della vicina pieve di Barbiano, ma già nel 1564 fu elevato a sede di parrocchia autonoma.
In seguito la chiesa subì alcuni rimaneggiamenti e aggiunte, che alterarono parzialmente le forme originarie. Priva di un campanile stabile, ne fu dotata soltanto nel 1968, per sostituire un antico olmo ormai seccato, che era stato utilizzato fin dal 1848 come sostegno per due campane; la torre, inizialmente realizzata in metallo, fu successivamente ricostruita in muratura.
Tra il 2010 e il 2012 l'edificio fu sottoposto a lavori di restauro e di consolidamento strutturale.

## Descrizione

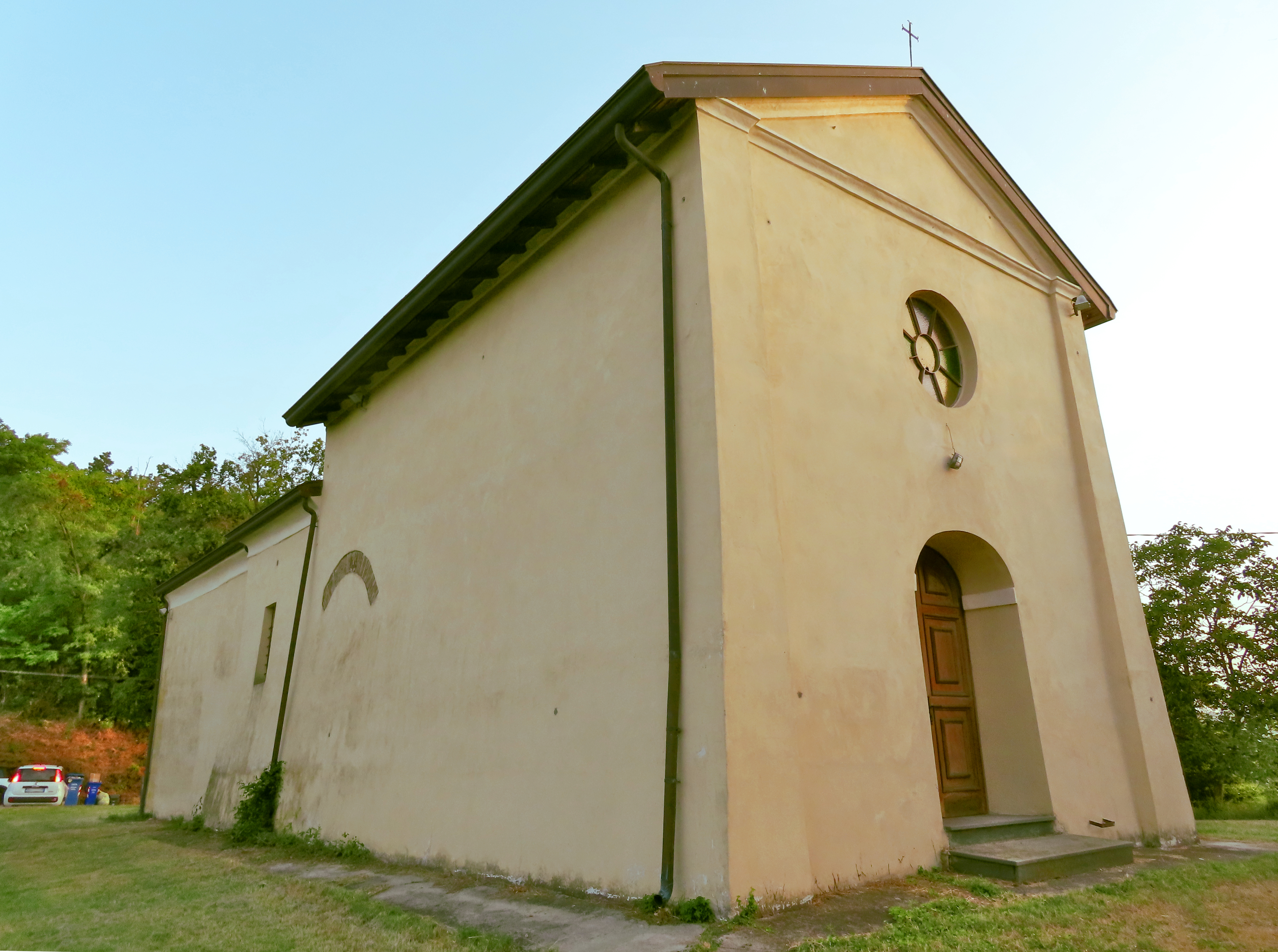
Facciata e lato est

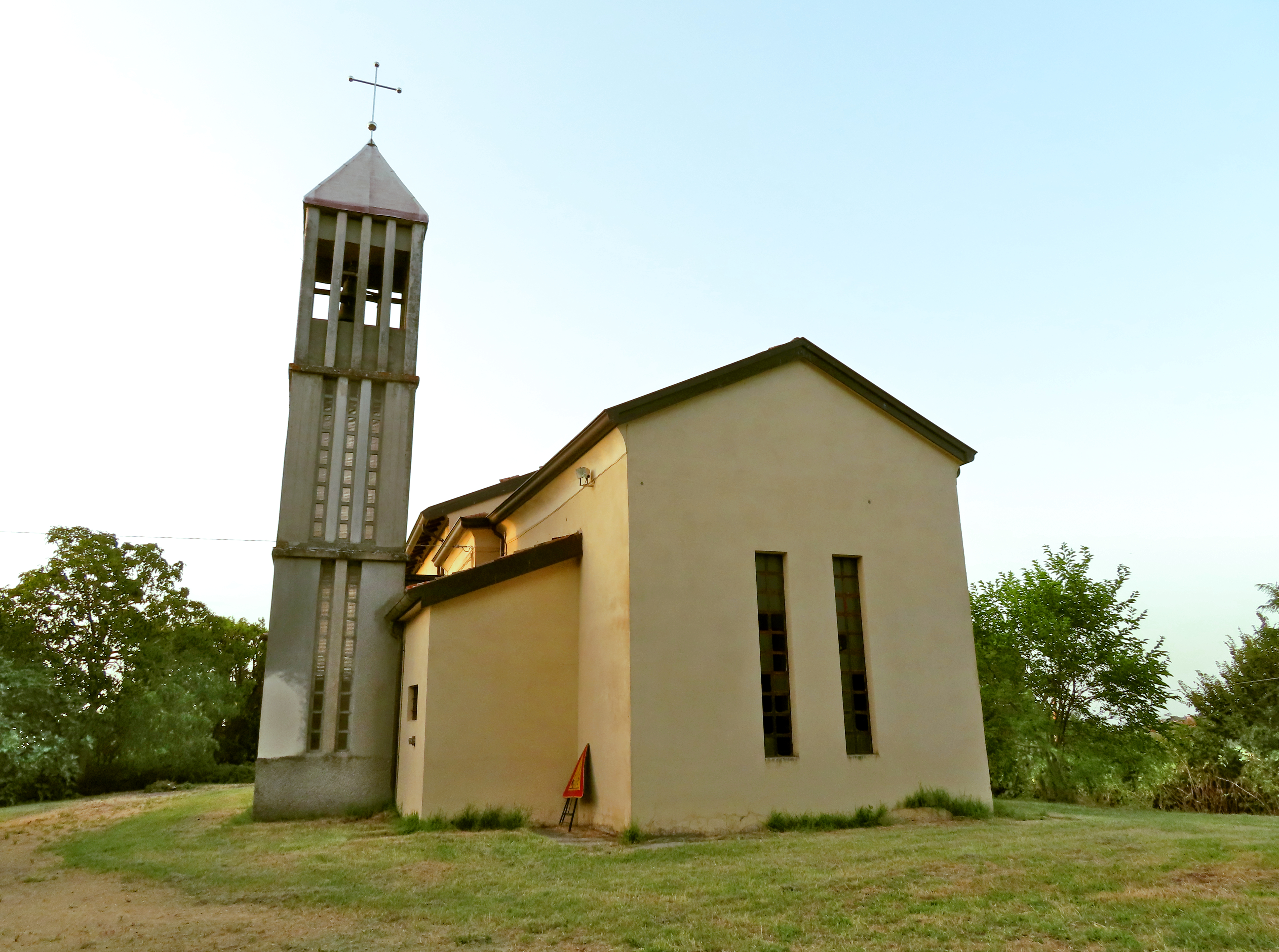
Retro e lato ovest

La chiesa si sviluppa su un impianto a navata unica, con ingresso a nord e presbiterio a sud.
La simmetrica facciata a capanna, interamente intonacata come il resto dell'edificio, è delimitata da due lesene alle estremità; al centro è collocato il portale d'ingresso centrale ad arco ribassato, privo di cornice, mentre più in alto si apre un rosone; a coronamento si staglia un frontone con cornice modanata.
I fianchi, con basamento a scarpa, presentano due finestre in corrispondenza del presbiterio; sul retro si allunga la sagrestia, illuminata da due alte monofore sul fondo; sulla destra, si eleva su tre ordini scanditi da fasce marcapiano il moderno campanile in muratura, coronato da una copertura metallica.
All'interno la navata, intonacata al di sopra di un basamento in pietra a vista, è coperta da una volta a botte ribassata ed è ornata in sommità da un cornicione perimetrale in rilievo.
Il presbiterio, lievemente sopraelevato, è preceduto dall'arco trionfale, retto da paraste doriche; l'ambiente, coronato da una volta a crociera, ospita nel mezzo l'altare maggiore a mensa in marmo rosa, aggiunto nel 2005.